# Université A&M de Floride
L'université A&M de Floride  (en anglais : Florida Agricultural and Mechanical University), communément appelée Florida A&M ou FAMU est une université noire située à Tallahassee en Floride. Elle fait partie des onze universités membres du State University System de Floride.